# Carnaval de Corumbá

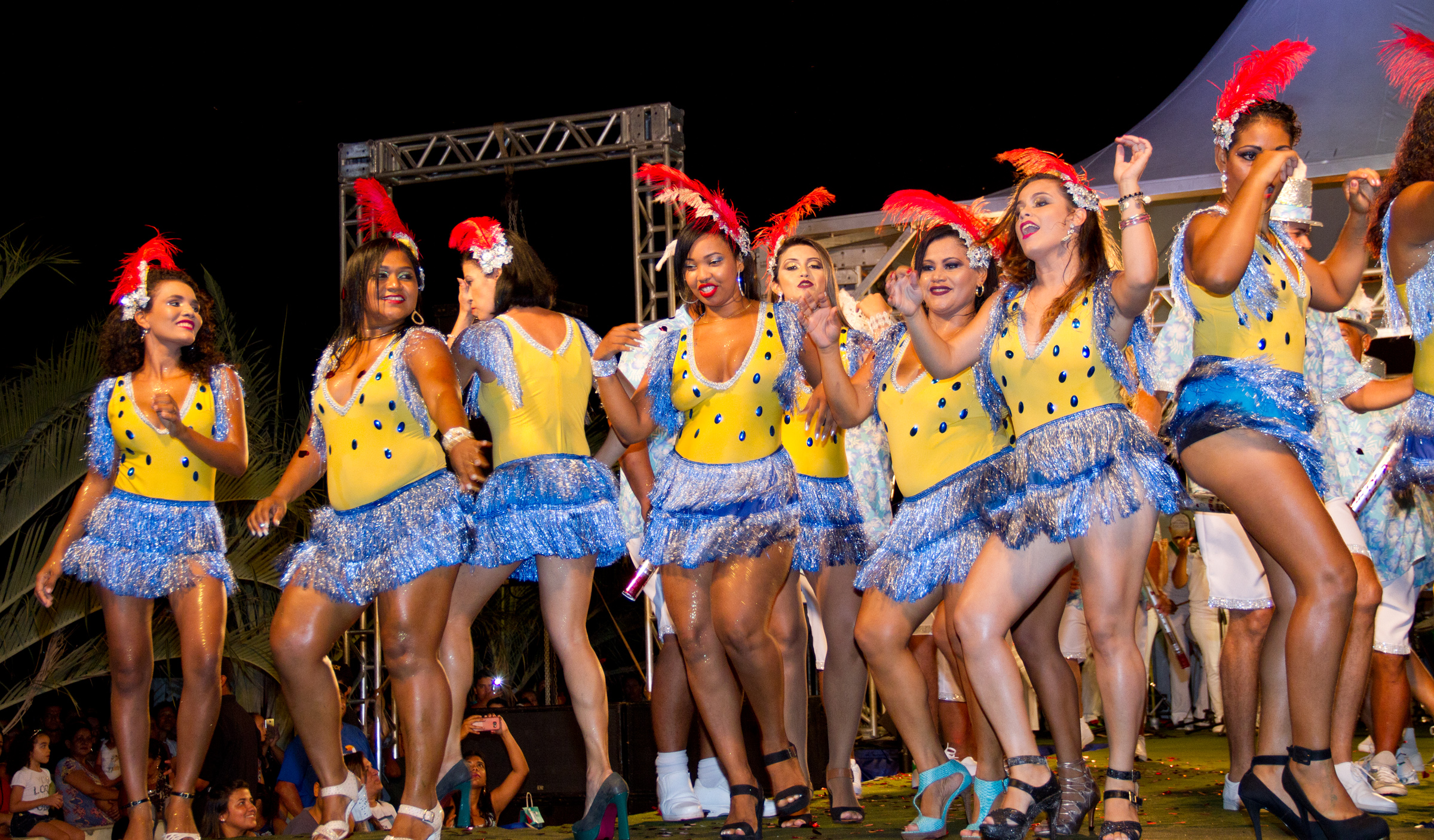
Escolhando a rainha e princesas para o Carnaval 2017 em Corumbá.

O Carnaval de Corumbá é um evento que acontece todos os anos em Corumbá, MS, e tem como ponto alto os desfiles de escola de samba e blocos carnavalescos, cordões carnavalescos, que são realizados na passarela montada na Avenida General Rondon. além de atrações musicias, bailes e carnavais antigos.
Foi ratificada a criação de um grupo único, depois do carnaval 2013. Meses depois, a LIESCO voltou atrás mantendo os Grupos Especial e Acesso para 2014.

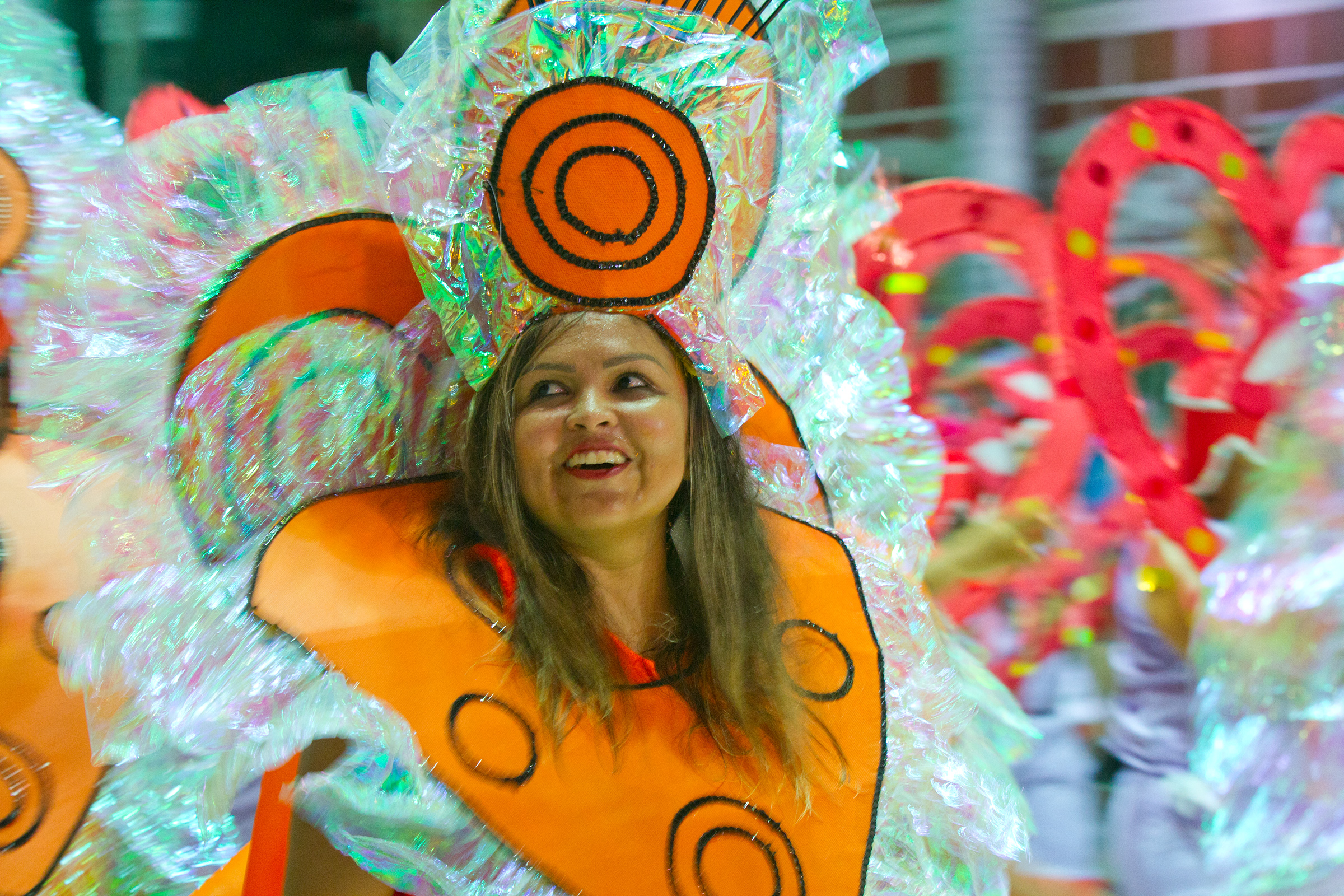
Dancarina no Carnaval 2017.

## Escolas de Samba

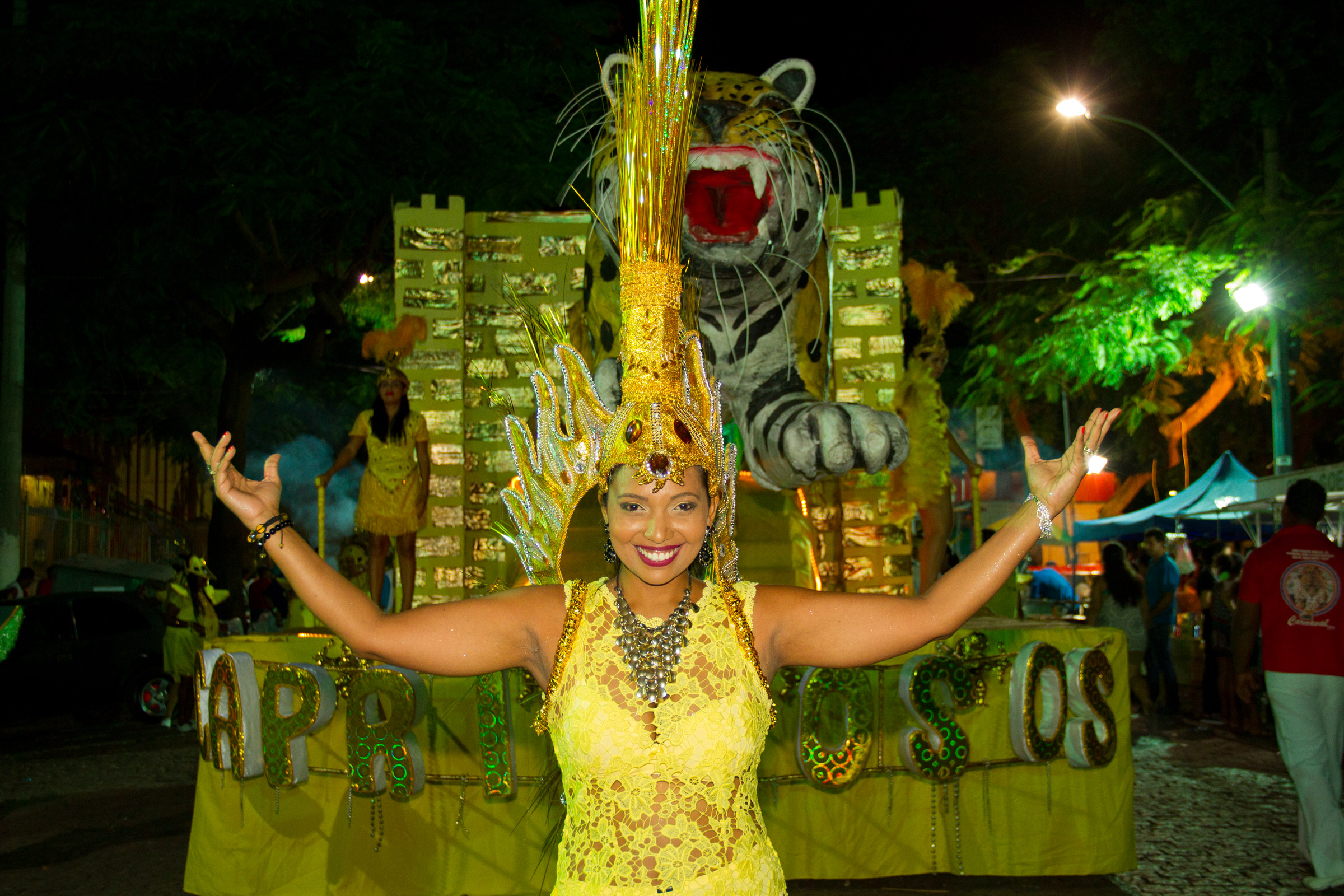
Caprichosos de Corumbá.

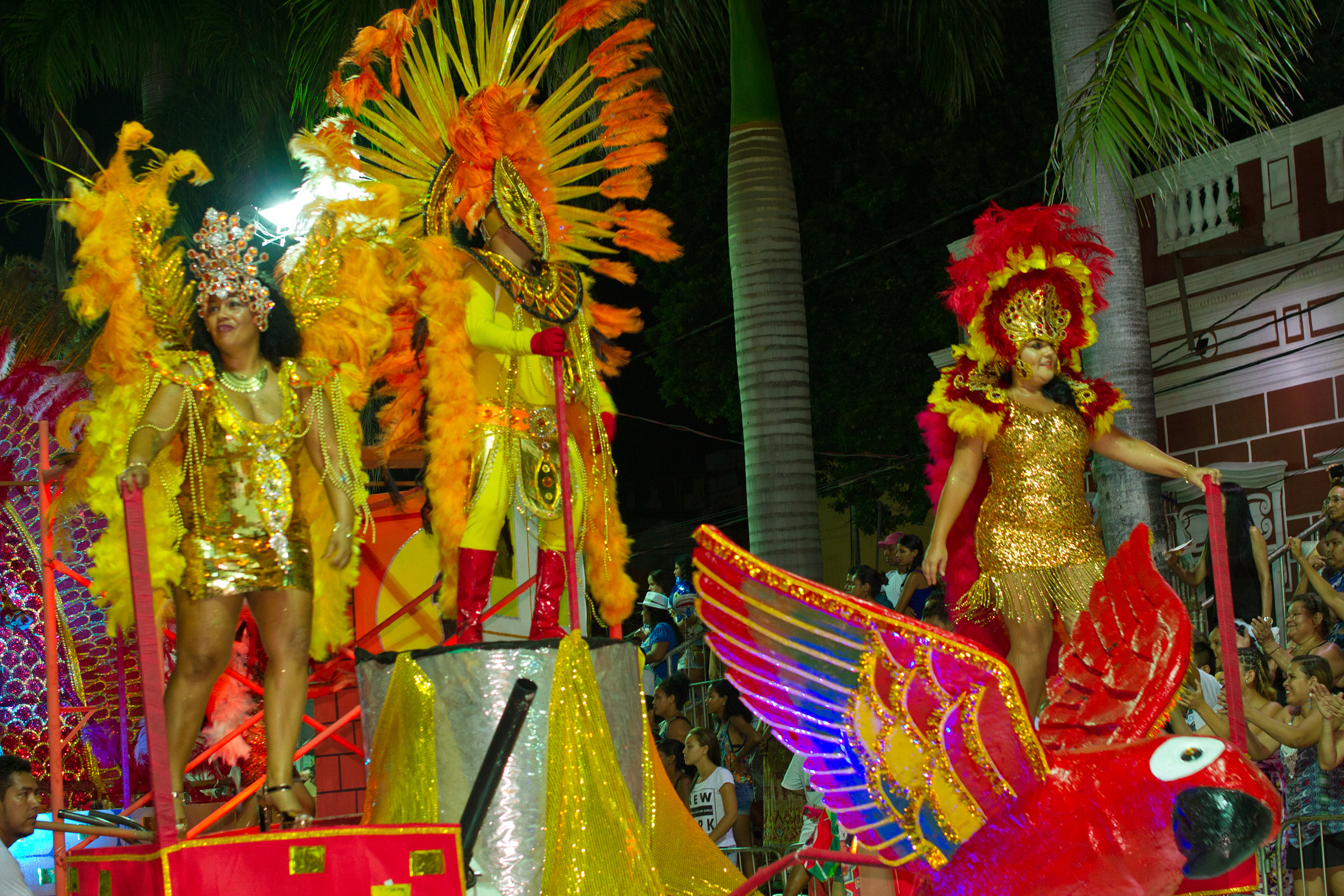
Mocidade Independente da Nova Corumbá.

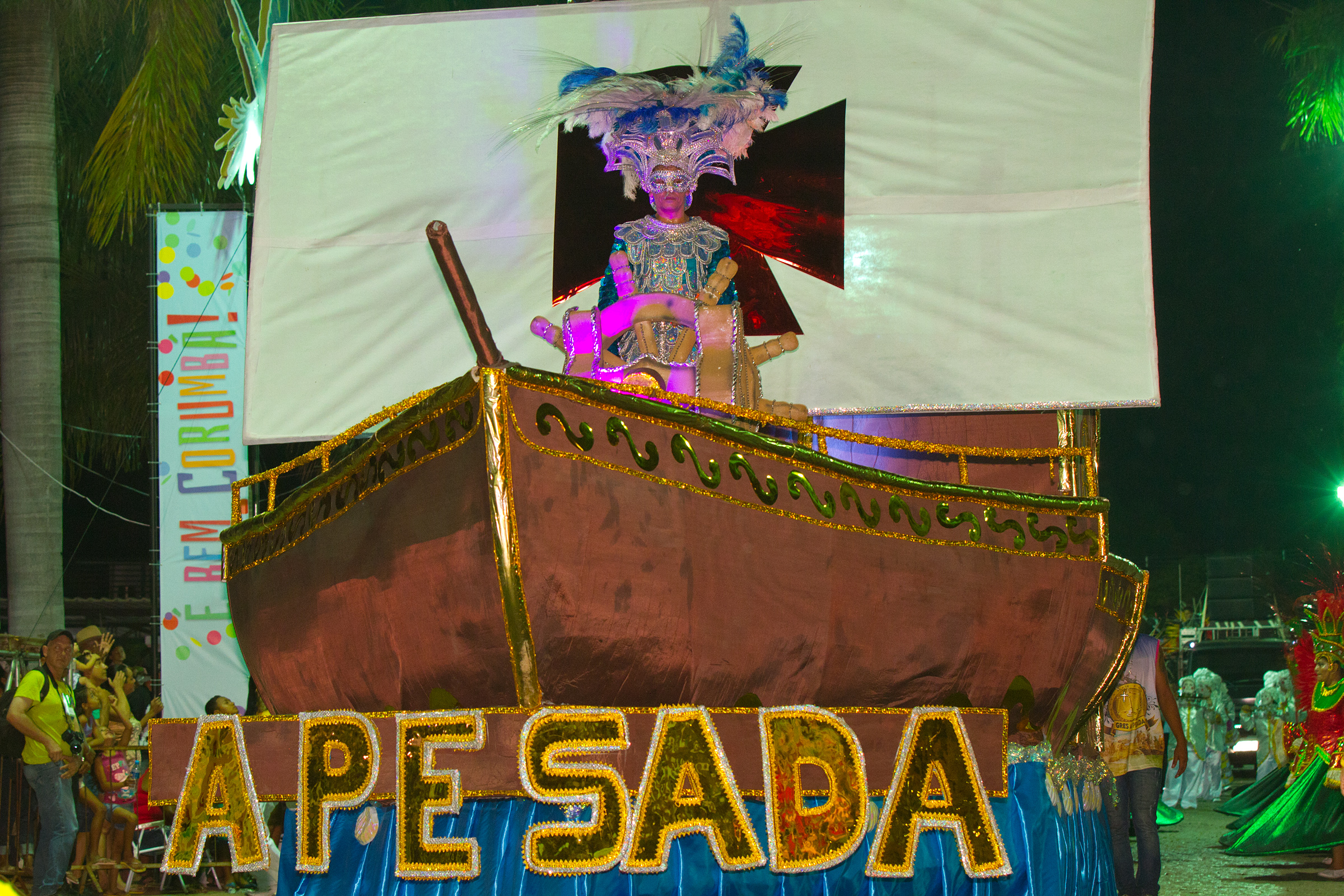
A Pesada.

As Escolas de Samba participantes do desfile são:
- Acadêmicos do Pantanal[5]
- A Pesada[5]
- Caprichosos de Corumbá[5]
- Estação Primeira do Pantanal
- Império do Morro[5]
- Imperatriz Corumbaense[5]
- Major Gama[5]
- Marquês de Sapucaí[5]
- Mocidade Independente da Nova Corumbá[5]
- Vila Mamona[5]

## Campeãs
| Ano  | Campeã do Especial                    | Campeã do Acesso                      | Ref.          |
| ---- | ------------------------------------- | ------------------------------------- | ------------- |
| 2005 | Império do Morro                      |                                       |               |
| 2006 | Império do Morro                      |                                       |               |
| 2007 | Unidos da Major Gama                  |                                       |               |
| 2008 | Unidos da Vila Mamona                 |                                       |               |
| 2009 | Império do Morro                      | A Pesada                              | [ 6 ]         |
| 2010 | Império do Morro                      | Mocidade Independente da Nova Corumbá | [ 7 ] [ 8 ]   |
| 2011 | Império do Morro                      | Caprichosos de Corumbá                | [ 9 ] [ 10 ]  |
| 2012 | Mocidade Independente da Nova Corumbá | Vila Mamona                           | [ 11 ] [ 12 ] |
| 2013 | A Pesada                              | Marquês de Sapucaí                    | [ 13 ] [ 14 ] |
| 2014 | A Pesada                              | Vila Mamona                           | [ 15 ] [ 16 ] |
| 2015 | Império do Morro                      | Estação Primeira do Pantanal          | [ 17 ] [ 18 ] |
| 2016 | Mocidade Independente da Nova Corumbá | A Pesada                              | [ 19 ] [ 20 ] |
| 2017 | Unidos da Vila Mamona                 | Estação Primeira do Pantanal          |               |
| 2018 | Mocidade Independente da Nova Corumbá |                                       |               |
| 2019 | A Pesada                              |                                       |               |
| 2020 | A Pesada                              |                                       |               |